# ایزو ۸۹۸
ایزو ۸۹۸ یک استاندارد بین‌المللی برای تعریف خواص مکانیکی و فیزیکی اتصال دهنده‌های متریک می‌باشد. این استاندارد منشأ استانداردهای دیگری مانند SAE J1199 و ASTM F568M است که ویژگی‌هایی را برای اتصال دهنده‌های متریک مشابه تعریف می‌کنند. استاندارد ایزو ۸۹۸ به پنج بخش (غیر متوالی) تقسیم می‌شود:
1. Bolts یا پیچ و مهره (به پیچهای رزوه ای که با کمک مهره اتصال میان قطعات را ایجاد می‌کنند، Bolt گفته می‌شود) Screws یا پیچ‌های بدون مهره (شبیه بولت‌ها هستند اما برای اتصال به مهره نیاز ندارند) و Studs یا پیچ‌های دو سر رزوه (این اتصال دهنده بر خلاف بولت‌ها، سر ندارد و استوانه ای با دو سر رزوه ای می‌باشد که با مهره متصل می‌گردند) - با ویژگی مشخص رزوه درشت و رزوه ریز
۲. مهره‌ها – رزوه گام درشت
۳. پیچ‌های تنظیمی (یک نوع از screws که بدون کلگی هستند اما در یک یا هر دو سمت آنها درایو در نظر گرفته می‌شود) و اتصال دهنده‌های رزوه ای مشابه بدون تنش کششی
۴. مهره‌ها – رزوه گام ظریف
۵. تست پیچشی و حداقل گشتاور برای بالت‌ها و پیچ‌ها با قطر اسمی ۱ میلی‌متر تا ۱۰ میلی‌متر
به استثنای قسمت ۵ که استانداردهای آزمایشگاهی را تعریف می‌کند، بخش‌های دیگر این استاندارد ویژگی‌های اتصال دهنده‌های ساخته شده از فولاد کربنی و فولاد آلیاژی را مشخص می‌کند. استانداردها تعیین می‌کنند که آزمایش باید در دمای محیط یعنی بین ۱۰ و ۳۵ درجه سلسیوس (۵۰ و ۹۵ درجه فارنهایت) انجام شود. این استانداردها، اتصال دهنده‌هایی را که در این صورت تولید نمی‌شوند، اما به ویژگی‌های خاصی مانند جوش پذیری یا مقاومت در برابر خوردگی نیاز دارند را پوشش نمی‌دهند.
بولت چیست:

## قسمت ۱: بولت‌ها، اسکروها و استادها با کلاس‌های مشخص شده - رزوه گام درشت و رزوه گام ریز
قسمت ۱ خواص مکانیکی پیچ و مهره، پیچ‌های بدون مهره و پیچ‌های دو سر رزوه را تعریف می‌کند و به‌طور خاص برای اتصال دهنده‌هایی اعمال می‌شود که دارای رزوه پیچ متریک ISO تعریف شده در ISO 68-1 می‌باشند. ویژگی‌ها برای M1.6-39 با رزوه‌های درشت و M8-39 با رزوه‌های ریز تعریف شده‌است. ترکیب قطر و گام باید مطابق با ISO 261 و ISO 262 باشد و تلورانس‌های رزوه باید مطابق با ISO 965 قسمت‌های ۱، ۲ و ۴ باشد.
قسمت ۱ ویژگی‌های اتصال دهنده‌های دارای سر هندسی که مقاومت برشی اتصال دهنده را کاهش می‌دهد، مشخص نمی‌کند، مانند پیچ‌های سر کوتاه و سرهای فرورفته. همچنین پیچ‌های تنظیمی را که در قسمت ۳ پوشش داده شده‌اند، شامل نمی‌شود.

## قسمت ۲: مهره با مقادیر بار اثبات مشخص شده - رزوه گام درشت
قسمت ۲ خواص مکانیکی مهره‌های رزوه ای درشت را تا اندازه M39 و ارتفاع حداقل نصف قطر اسمی تعریف می‌کند.

## قسمت ۳: پیچ‌های تنظیمی و اتصالات رزوه ای مشابه بدون تنش کششی
بخش ۳ خواص مکانیکی پیچ‌های تنظیم و سایر اتصال دهنده‌ها را که تحت تنش کششی نیستند، تعریف می‌کند. این ویژگی‌ها را برای اندازه‌های M1.6 تا M24 تعریف می‌کند.

## قسمت ۴: مهره‌ها با مقادیر بار اثبات شده مشخص - رزوه گام ظریف
قسمت ۴ همان قسمت ۲ است به جز مهره‌های رزوه دار که از M8 تا M39 متغیر است. توجه داشته باشید که محدوده دمای کار برای این بست‌ها −۵۰ تا ۳۰۰ درجه سلسیوس (−۵۸ تا ۵۷۲ درجه فارنهایت) است

## قسمت ۵: تست پیچشی و حداقل گشتاور برای پیچ و مهره با قطر اسمی ۱ میلی‌متر تا ۱۰ میلی‌متر
قسمت ۵ نحوه انجام تست‌های پیچشی را بر روی پیچ‌ها و پیچ‌هایی که قطر اسمی آنها کمتر یا مساوی ۱۰ است، تعریف می‌کند. میلی‌متر این استاندارد فقط برای پیچ‌ها و پیچ‌های کوتاه با قطر اسمی بین ۳ تا ۱۰ کاربرد دارد. میلی‌متر

### کتابشناسی - فهرست کتب
- Bickford, John H.; Nassar, Sayed (1998), Handbook of bolts and bolted joints, CRC Press, ISBN 978-0-8247-9977-9.

## بیشتر خواندن
- Blake, Alexander (1986), What every engineer should know about threaded fasteners: materials and design, CRC Press, ISBN 978-0-8247-7554-4.
- Hagiwara, Masaya; Sakai, Hiroaki (2007), "Verification of the Design Concept on Nuts in Bolt/Nut Assembly for Revision of ISO 898-2 and ISO 898-6", Journal of Advanced Mechanical Design, Systems, and Manufacturing, 1 (5): 755–762, Bibcode:2007JAMDS...1..755H, doi:10.1299/jamdsm.1.755.
- Timings, Roger Leslie (2005), Newnes mechanical engineer's pocket book (3rd ed.), Newnes, pp. 196–234, ISBN 978-0-7506-6508-7.